# Catedral Metropolitana de Uberaba
A Catedral Metropolitana de Uberaba é um templo católico localizado no centro da cidade de Uberaba, no estado brasileiro de Minas Gerais. É sede da Arquidiocese de Uberaba,  cuja jurisdição abrange 20 municípios do Triângulo Mineiro e Alto Paranaíba.
A Catedral também sedia uma paróquia cujo titular é o Sagrado Coração de Jesus e cujos padroeiros são Santo Antônio e São Sebastião. A paróquia possui três capelas a ela subordinadas: a Capela São Pedro e São Paulo, no Jockey Parque, e a Capela da Casa de Saúde São José. Atualmente, a Catedral está sob a administração do pároco Monsenhor Valmir Ribeiro.

## História
A criação da paróquia do Sagrado Coração de Jesus em Uberaba data de 2 de março de 1820, vinculada à então Diocese de Goiás. Após tomar posse como Bispo de Goiás em 1890, Dom Eduardo Duarte e Silva solicitou ao Vaticano que fosse criada uma diocese a ser sediada em Uberaba, devido à grande extensão territorial da Diocese de Goiás. O Vaticano, no entanto, condicionou a criação da diocese à construção de uma catedral, uma vez que a igreja matriz de Uberaba encontrava-se em péssimas condições. A construção do novo templo foi concluída em 30 de setembro de 1905, mas ele só foi inaugurado em 27 de janeiro de 1907. Assim, com a criação da Diocese de Uberaba em 29 de setembro de 1907, o novo templo passou à condição de catedral. Tornou-se Catedral Metropolitana com a elevação da diocese a Arquidiocese de Uberaba em 14 de abril de 1962.
Embora tenha passado por sucessivas reformas desde sua construção, a catedral conserva seu estilo neogótico na arquitetura, o que a torna uma atração turística da cidade de Uberaba.